# 沙特荷蘭銀行
沙特荷蘭銀行（Saudi Hollandi Bank）是一家沙特阿拉伯銀行。

## 历史
創立於1926年，當時是荷蘭小公銀行的分支結構。1977年大部份股權轉讓給沙特投資者，1983年進入國際市場。
2018年5月17日沙特英國銀行以每0.485股換一股沙特荷蘭銀行相當於，每股16.3里雅，斥資186億里雅(約49.6億美元)收購蘇格蘭皇家銀行持股40%的沙特荷蘭銀行，二間公司合併后將成為沙地阿拉伯第三大銀行，總資產達780億美元

## 外部連結
- Official website
- Saudi Hollandi Bank – AME Info （页面存档备份，存于）